# Transporte Automotor La Plata S.A.
La Empresa Transporte Automotores La Plata S.A.(TALP) es una empresa de ómnibus argentina, especializada en transporte, fundada en 1966 en la ciudad de La Plata.
Su línea madre es la 338 con cabeceras en La Plata y San Isidro. También opera las líneas 248C, 351 y 406 (urbana).

## Servicios
Líneas de colectivo:
- Línea 338 (Servicio Urbano de Media Distancia)
- Línea 351 (Servicio de Larga Distancia)
- Línea 406 (Servicio Urbano de Corta Distancia)
- Línea 351 / 248c (Servicio de Larga Distancia)

Las líneas 351 y 248c están dentro del segmento de larga Distancia, teniendo como Cabecera de origen la Ciudad de La Plata, y alcanzando como punto más distante la ciudad de Gral. Villegas. En ese recorrido une importantes ciudades del interior de la provincia, como Junín, Mercedes, Suipacha, Chivilcoy, Chacabuco, Lincoln, Ameghino, Gral. Viamonte, 9 de Julio, Bragado, Alberti, además de todas las localidades intermedias

## Hechos históricos e incidentes
- Durante las décadas de 1970 y 1980, TALP carrozaba sus propios coches (Platacar).[4]
- 24 de febrero de 2012: Un micro TALP de la linea 338 se incendió en el Camino General Belgrano y 458 pasada las 7 de la mañana a causas de un desperfecto eléctrico la unidad comenzó a prenderse fuego en su parte delantera.[5]
- 22 de mayo de 2014: Una mujer intentó suicidarse tirándose delante de un colectivo de la línea 338. En ese momento, el conductor la esquivó y por la brusca maniobra, la unidad terminó en una zanja, a 45 grados de la calzada. Veinte personas resultaron heridas.[6]
- 31 de julio de 2014: Dos choferes de la línea 351 fueron acusados de estar ebrios en el recorrido hasta que los pasajeros se dieron cuenta y dieron aviso a la policía.Aunque poco después, la acusación sería falsa, y ninguno de los conductores poseían estado de ebriedad.[7]
- En 2015, la empresa incorporó cuatro unidades nuevas doble piso a la línea 351.
- 6 de julio de 2023: Un incendio destruyó 14 unidades de las líneas 338 y 406 de la empresa en la terminal ubicada en La Tablada, partido de La Matanza.[8]
- En 2024 se confirmó la compra de la empresa por parte de Unión Platense y Colcar. Las razones que llevaron a esta medida fueron varias. Entre ellas, el incendio de 15 unidades en una de sus sedes en La Tablada en 2023, y en 2024 surgieron diversos paros en el servicio a raíz de las demoras en el pago de sueldos.[9]

## Modelos usados
- Línea 338:

- Comil Svelto (Volvo)  
- Italbus Tropea (MB)  
- Metalpar Iguazú II (MB OH-1621 y OH-1718)  
- Saldivia Aries (Volvo) 
- Nuovobus Cittá (MB O500U y OF-1721)
- Línea 406:

- Italbus Bello / Italbus Tropea (MB) 
- Metalpar Tronador II (MB) 
- Metalpar Iguazú II (MB) 
- Ugarte Europeo IV (MB)  
- Líneas 248 C - 351:

- Niccoló Isidro (MB) 
- Saldivia Aries 
- Comil Campione (Volvo)

## Imágenes

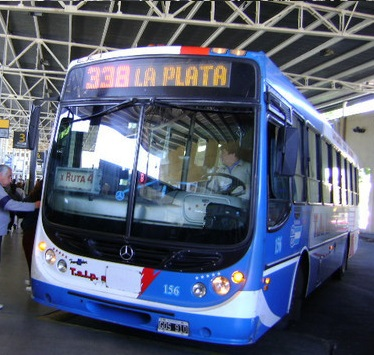
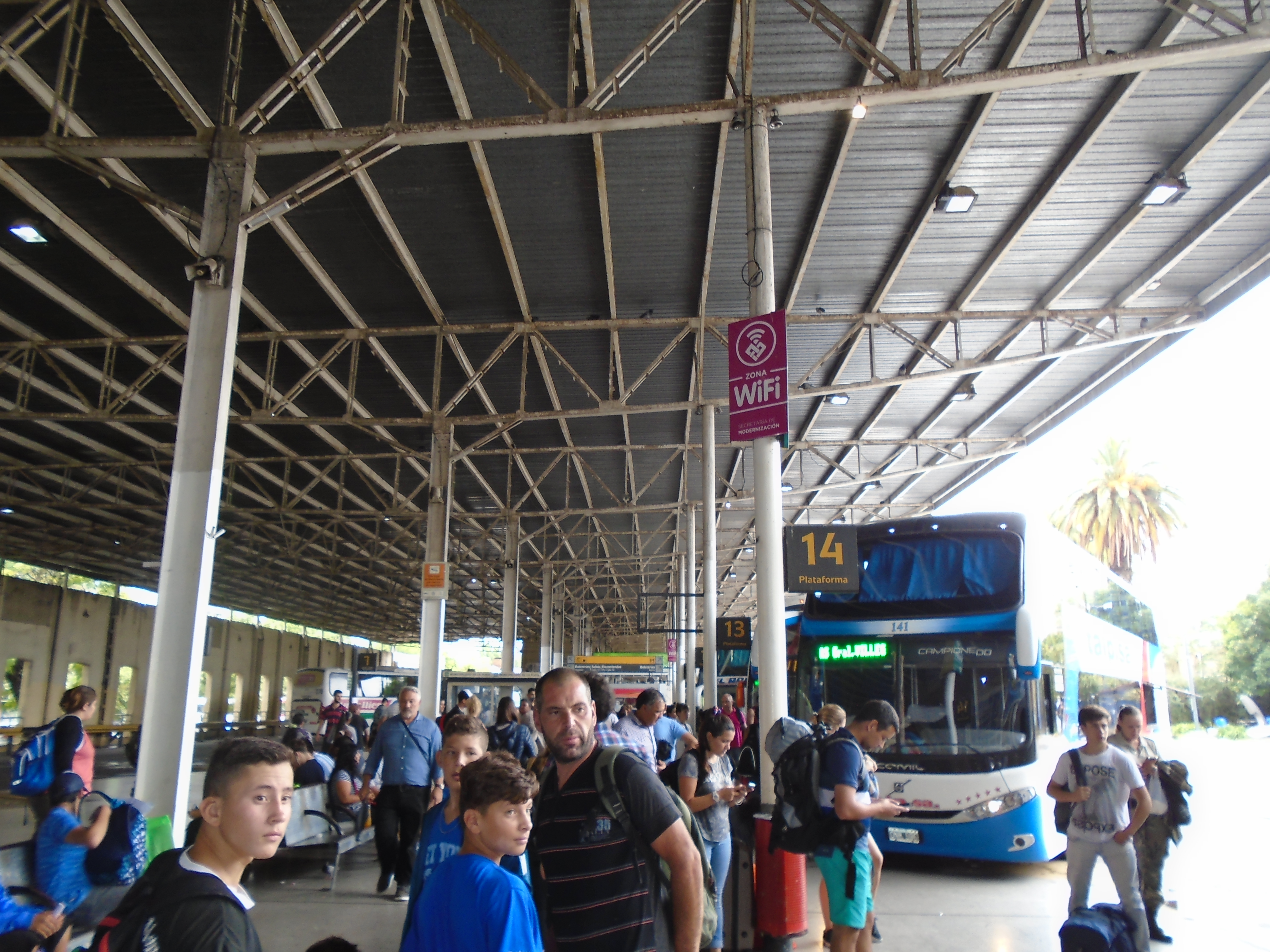